# Die Stille danach
Die Stille danach ist ein österreichisch-deutscher Fernsehfilm, der am 12. Oktober 2016 in Das Erste und ORF 2 zum ersten Mal ausgestrahlt wurde.

## Handlung
An seiner Schule im Bezirk Tulln begeht der 14-jährige Felix Rom einen Amoklauf, bei dem fünf Schüler sterben und er sich zum Schluss selbst richtet. Für seine Eltern, die leitende OP-Schwester Paula und den deutschen Fitnessstudio-Betreiber und ehemaligen Radprofi Michael, kommt zusätzlich zum Schock über die Tat und den Tod des Sohnes auch der Rückzug von Nachbarn und Freunden. Das Auto und das Geschäft des Vaters werden beschmiert. Die Familie erhält zahlreiche Schmähbriefe. Die Festplatte auf Felix’ PC wurde professionell gelöscht. Es stellt sich heraus, dass Felix Opfer von Mobbing-Attacken war. Darunter ist auch ein peinliches Video, das seit Wochen im Internet kursiert. Felix’ Schwester Flora wusste davon und scheint auch noch etwas mehr zu wissen. Paula erfährt von einem Mitschüler, dass Felix schon seit längerer Zeit keine Freunde mehr hat, obwohl er immer das Gegenteil erzählte. Sie muss feststellen, dass sie gar nichts über ihren Sohn weiß. Offenbar war er unglücklich in Karla, ein zwei Jahre älteres Mädchen verliebt. Bei der Verabschiedung tauchen nur diese und der Kunstlehrer auf. Dieser besucht die Familie und überbringt eine Mappe mit Fotoarbeiten, die Felix zuletzt erstellt hat. Daheim hatte er diese Arbeiten zuvor immer vernichtet, worüber Flora Bescheid weiß. Dann gibt Michael zu, dass die Tatwaffe von ihm entwendet wurde. Die hatte ein Arbeitskollege ihm einmal illegal besorgt und war ohne Paulas Wissen im Nachtkästchen verstaut. Er zeigt sich daraufhin selbst bei der Polizei an. Man bietet der Familie einen Identitätswechsel und Neuanfang in einer anderen Stadt an, was die Mutter aber ablehnt. Michael will aber weg und verkauft sein Fitnessstudio mit großem Verlust. Paula wird im Krankenhaus zwangsweise beurlaubt. Karla besucht Paula und erzählt, dass sie Felix nie eindeutig abgewiesen hat, und dass sich Felix vor ihren Augen erschossen hat. Dann gesteht Flora, dass sie ihren Bruder fünf Tage vor der Tat beim Üben mit der Pistole gesehen und sogar heimlich gefilmt hat. Sie dachte, es war nur eine Attrappe und hat deshalb niemanden informiert. Michael will nach Belgien auswandern, Paula hat aber keine Lust mitzukommen. Schließlich muss sich auch Paula eingestehen, dass sie den Wunsch ihres Sohnes, mit ihr im Urlaub einen Weitwanderweg zu gehen, zweimal abgelehnt hat, obwohl er sich dies offenbar sehr gewünscht hat. Bei der Polizei wird ihr der ganze Tathergang dargelegt, der Amoklauf dauerte sieben Minuten. Zum Schluss entleert die Mutter mit Flora Felix’ Urne auf einem Berg.

## Hintergrund
Der Film thematisiert den Amoklauf an einer Schule und wurde in Deutschland in der Reihe FilmMittwoch im Ersten ausgestrahlt. Im Anschluss folgte eine Sendung von Maischberger, die sich mit dem Thema befasste.
Zeitgleich wurde der Film in Österreich bei ORF 2 gesendet.
Während in den Aussendungen der Familienname mit ROM angegeben wird, ist im Film auf der Fotomappe und am Briefkasten ROHM zu sehen.

## Kritik
„Wie lebt man weiter, wenn das eigene Kind, der eigene Bruder zum Amokläufer geworden ist? Die deutsch-österreichische Co-Produktion Die Stille danach zeigt, wie eine Familie an der Tat ihres Kindes verzweifelt und zu zerbrechen droht. Das hört sich nach Klischee an und berechtigt zur Frage, warum sich mal wieder alles um den Täter und nicht um die Opfer drehe. Der Regisseur und Drehbuchautor Nikolaus Leytner indes hat einen klugen und atmosphärisch dichten Film gemacht, in dem Felix, seine Schwester Flora (Sophie Stockinger) und die Eltern Paula und Michael (Peter Schneider) exemplarisch für viele moderne Familien stehen; ganz normale Menschen, deren Alltag in der Hektik routiniert abschnurrt.“